# عقرب سوطي فربورني
عقرب سوطي فربورني (الاسم العلمي: Thelyphonus feuerborni) هي نوع من العنكبوتيات يتبع جنس العقرب السوطي من الفصيلة العقارب السوطية.